# كوري أوتس
كوري أوتس (بالإنجليزية: Corey Oates)‏ هو لاعب دوري الرغبي أسترالي، ولد في 20 أكتوبر 1994 في بيلويلا في أستراليا.

## روابط خارجية
- كوري أوتس على موقع ItsRugby.co.uk (الإنجليزية)